# Luigi Calligaris
Luigi Calligaris (Barbania, 1808 – Barbania, 8 agosto 1870) è stato un militare, architetto e orientalista italiano.

## Biografia
Nelle sue Memorie dichiarò di essere nato da Antonio e Anna Macario negli ultimi anni dell'impero napoleonico, senza precisare l'anno: infatti per iscriversi anticipatamente agli studi aveva presentato il certificato di nascita del fratello omonimo, morto ancora neonato. 
Dopo soli sette mesi in un collegio religioso di Bra, si trasferì a Torino per intraprendere la carriera militare; nel frattempo studiò molteplici discipline, alcune come autodidatta, tra cui architettura, musica e disegno.
Rimasto presto orfano di ambedue i genitori, decise nel 1829 di recarsi a Costantinopoli per studiare le lingue orientali, che lo interessavano particolarmente. Qui, con l'appoggio dell'ambasciatore di Francia Armand Charles Guilleminot ed il consenso del Regno di Sardegna, entrò come volontario nel corpo dei genieri organizzato da Vincenzo Riva, un piemontese esule dai tempi dei moti del 1821; ottenne anche il grado di capitano nel reggimento Alessandria. In breve tempo riuscì a mettersi in vista vincendo il concorso per la costruzione delle fortificazioni di Konya.

Divenuto ufficiale di Stato Maggiore, prese parte alla campagna di Siria contro l'egiziano Ibrāhīm Pascià. Dopo la sconfitta turca di Beylan del 1832, non avendo ottenuto le promozioni e gli incarichi che gli erano stati prospettati,  rientrò in Piemonte, dove però non riuscì ad entrare nell'esercito sabaudo. In seguito commentò che vigevano ognora i tempi di casta e di privilegi, causa del suo mancato arruolamento.

Nell'autunno del 1833, deciso a rientrare a Costantinopoli, fu costretto a fermarsi a Tunisi a causa di un'epidemia di peste. Fu la sua fortuna, perché il viceconsole sardo Giovanetti lo propose come istruttore delle truppe tunisine. Nel 1838 Calligaris realizzò una moderna scuola militare e ne divenne il direttore.
Nel frattempo, si dedicò alla progettazione di numerose opere, tra cui due grandi fabbriche, la chiesa cattolica di La Goletta e il palazzo del genovese Paolo Gnecco.
Rimpatriato definitivamente nel 1861, venne nominato professore straordinario di Arabo volgare all'Università di Torino, incarico che resse fino alla morte, dedicandosi alla diffusione degli studi orientalisti e di lingua araba in Italia.

A Torino impiantò una tipografia con caratteri arabi, pubblicando una rivista in arabo sussidiata dal governo.
 
Appassionato di cavalli, curò la selezione di razze pregiate.

## Opere principali
- Le compagnon de tous ou le dictionnaire polyglotte, I-III, Imprimerie Royale, Turin 1864-1870 (vocabolario in dieci lingue con annessa grammatica teorico-pratica dell'arabo)
- Histoire de l'empereur Napoléon I, Paris 1856, (in arabo)
- Il nuovo erpenio ossia corso teorico-pratico di lingua araba nel quale, con metodo affatto nuovo, facile e progressivo ai principii della lingua correttamente scritta si aggiungono le pratiche della lingua parlata dalla gente colta nelle varie regioni dell'Asia e dell'Africa, Torino 1867 (4ª edizione Paravia 1902)
- Mie memorie e miei scritti, manoscritto inedito conservato dai suoi discendenti in Barbania.